# Starý Petřín

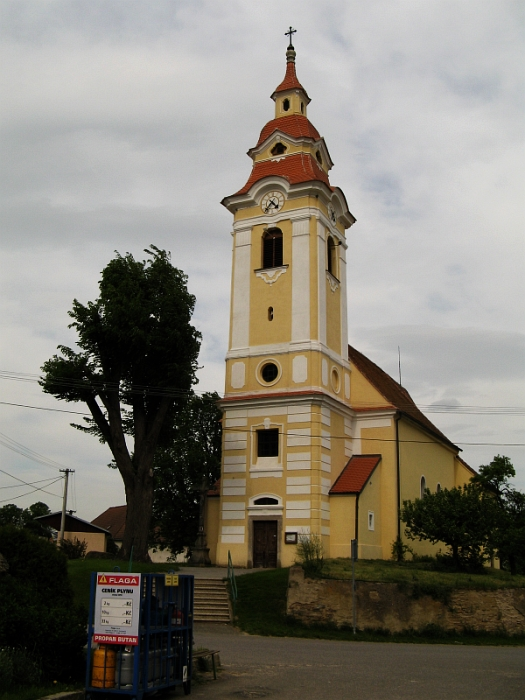
Kirche Enthauptung Johannes des Täufers

Starý Petřín (deutsch Alt Petrein) ist eine Gemeinde  in Tschechien. Sie liegt in 430 m ü. M. im Okres Znojmo (Bezirk Znaim) 6 km westlich von Vranov nad Dyjí nahe der tschechisch-österreichischen Staatsgrenze bei Langau.

## Geographie
Nachbarorte sind Šafov, Podhradí nad Dyjí, Jazovice und Nový Petřín. Der Ort selbst ist als ein Linsenangerdorf angelegt.

## Geschichte
Die Anlage von Alt-Petrein sowie die bairisch-österreichische Ui-Mundart mit ihren speziellen Bairischen Kennwörtern, welche bis 1945 gesprochen wurde, weisen auf eine Besiedlung durch bayrische deutsche Stämme hin, wie sie um 1050, aber vor allem im 12/13. Jahrhundert erfolgte. Sie kolonisierten das Land, brachten Ackergeräte aus Eisen mit und setzten neue landwirtschaftliche Anbaumethoden sowie die ertragreiche Dreifelderwirtschaft ein.
In einer Urkunde von König Johann wurde Alt-Petrein im Jahr 1323 das erste Mal erwähnt. Im gleichen Jahr werden auch die nahe gelegenen Orte Edenthurn (Vracovice), Oberfröschau (Horní Břečkov), Zaisa (Čížov) und Landschau (Lančov) urkundlich das erste Mal erwähnt. Im Laufe der Jahre änderte sich die Schreibweise des Ortes mehrmals. So schrieb man 1535 „Altkürchen Pettrein“, 1589 „Unterpetrein“ und bereits seit dem Jahr 1632 das bis heute unveränderte „Alt Petrein“. Während des 16. Jahrhunderts wurde im Ort eine Maut von der Obrigkeit erhoben. Auch wurde im Jahre 1535 ein herrschaftlicher Hof errichtet. Die Gemeinde gehörte bis 1848 immer zur Herrschaft Frain.
Das heutige Alt-Petrein entstand an diesem Platz erst nach dem Dreißigjährigen Krieg, der ursprüngliche Ort befand sich auf halbem Weg nach Freistein an der Thaya (Podhradí nad Dyjí) und war völlig verödet.

Dorfmitte von Alt Petrein, 1938

Seit 1785 ist Alt-Petrein eine eigene Pfarre, früher war es in Schaffa (Šafov) eingepfarrt. Zur heutigen Pfarre gehören Neu-Petrein (Nový Petřín) und Jasowitz (Jasovice).
Bereits im Jahre 1674 ist ein Lehrer in der Ortschaft belegt. Die alte, aus Holz erbaute, Schule wird 1810 geräumt und im Jahre 1817 eine neue einklassige Schule eröffnet. 1893 wird an die Schule zugebaut, damit diese zweiklassig wird.
Nach dem Ersten Weltkrieg zerfiel der Vielvölkerstaat Österreich-Ungarn. Der Friedensvertrag von Saint Germain 1919 erklärte den Ort, dessen Bevölkerung im Jahre 1910 zu 99 % Deutschsüdmährer waren, zum Bestandteil der neuen Tschechoslowakischen Republik. Im Jahre 1922 wird eine „Ländliche Fortbildungsschule“ errichtet, welche die Schüler der Ortschaften Landschau, Pomitsch, Jasowitz, Neu-Petrein, Schaffa und Freistein aufnahm. In der Zwischenkriegszeit kam es durch Siedler und neu ernannte Beamten zu einem vermehrten Zuzug von Personen tschechischer Umgangssprache. Nach dem Münchner Abkommen 1938 gehörte der Ort bis 1945 zum Reichsgau Niederdonau. 1939 wurde eine neue Gemeinde Petrein geschaffen, die Alt Petrein, Neu Petrein und Jasowitz vereinte und zum Landkreis Znaim gehörte.
Im Zweiten Weltkrieg hatte der Ort 8 Opfer zu beklagen. Nach Ende des Zweiten Weltkrieges wurde Starý Petřín wieder der Tschechoslowakei zugeordnet. Bald nach Kriegsende gab es durch selbsternannte Revolutionsgardisten antideutsche Maßnahmen. 75 Familien wurden im Juni 1945 in einer wilden Vertreibung über die Grenze nach Österreich getrieben. Andere Deutschmährer flüchteten vor diesen Exzessen in der Annahme, bald wieder zurückkehren zu können. Die letzten drei deutschen Bewohner des Ortes wurden im August 1946 „offiziell“ vertrieben. Danach wurde der Ort neu besiedelt. Rund 140, der in Österreich befindlichen Ortsbewohner konnten in Österreich verbleiben, alle anderen wurden nach Deutschland weiter abgeschoben.
Bei der Gemeindegebietsreform von 1960 kamen die Ortsteile Jazovice und Nový Petřín zu Starý Petřín.
Matriken werden seit 1720 geführt.

## Wappen und Siegel
Es konnte keine Abbildung eines Siegels gefunden werden, aber es wird angenommen, dass dieses ähnlich dem Siegel der Nachbargemeinde Jasowitz war. Nur ein bildloser Gemeindestempel aus dem 19. Jahrhundert ist bekannt.

## Bevölkerungsentwicklung
| Volkszählung | Einwohner gesamt | Volkszugehörigkeit der Einwohner | Volkszugehörigkeit der Einwohner | Volkszugehörigkeit der Einwohner |
| Jahr         | Einwohner gesamt | Deutsche                         | Tschechen                        | Andere                           |
| ------------ | ---------------- | -------------------------------- | -------------------------------- | -------------------------------- |
| 1880         | 300              | 298                              | 2                                | –                                |
| 1890         | 308              | 279                              | 29                               | -                                |
| 1900         | 299              | 281                              | 18                               | –                                |
| 1910         | 266              | 264                              | 2                                | –                                |
| 1921         | 286              | 231                              | 49                               | 6                                |
| 1930         | 271              | 240                              | 29                               | 2                                |

## Gemeindegliederung
Die Gemeinde Starý Petřín besteht aus den Ortsteilen und Katastralbezirken Jazovice (Jasowitz), Nový Petřín (Neu Petrein) und Starý Petřín (Alt Petrein). Grundsiedlungseinheiten sind Jazovice, Jazovice-chatová oblast, Nový Petřín und Starý Petřín.

## Sehenswürdigkeiten
- Pfarrkirche Johannes des Täufers (früher eine Kapelle von 1516), eine der ältesten Kirchen Südmährens. Umbau im Jahre 1806
- Marien-Kapelle mit Mariahilfaltar 1756[18]

## Persönlichkeiten

### Söhne und Töchter des Ortes
- Johann Pölzer (1872–1934), österreichischer Politiker und Nationalratsabgeordneter
- Hermann Julius Tertsch, * 18. Februar 1880; † 14. Dezember 1962, Wien, Mineraloge

### Mit dem Ort verbundene Persönlichkeiten
- Ferdinand Neunteufl (1854–1939), Landwirt und Politiker, Mitglied des Abgeordnetenhauses 1897–1900[19]

## Brauchtum, Sagen, Märchen, Erzählungen
Reiches Brauchtum, Märchen und Sagen bereicherten das Leben deutschen Ortsbewohner:
- Die Katakomben von Alt-Petrein
- Der Heemann und andere schlimme Geister im Gebiet von Alt-Petrein
- Die Hexe Wauwuu und Alt-Petrein
- Das Hex'ntreffen auf der Vogeltränk
- Grasl begann als Halterlehrling und Taubendieb
- Am Weg beim "Rauhgrabl" lauerte bei Nacht ein riesiger schwarzer Hund auf Wanderer. Er versuchte die Leute vom Weg zu drängen, und wenn er es schaffte, verschwanden diese spurlos.
- Bei der Wiesnmulde trieb ein "Hehmadln" und die "maschate Haubn" ihr Unwesen und erschreckte um Mitternacht die Leute.[20][21]